# Luina
Luina (каз. Луина, настоящее имя — Луиза Хусаиновна Обухова; род. 25 мая 1987, Жанаозен, Мангистауская область) — казахстанская певица.

## Биография
Луиза родилась 25 мая 1987 года в городе Жанаозен. Мама Луины казашка, отец чеченец.
С 5 лет воспитывалась дедушкой и бабушкой в городе Актау. По окончании средней школы поступила в Астраханский финансовый университет, но всегда мечтала о карьере певицы. Проявлять вокальные способности она начала с раннего возраста — ещё подростком сочиняла собственные песни и принимала участие в различных музыкальных конкурсах. Позже она стала получать предложения о работе вокалисткой в ресторанах Актау и Актобе, пела в составе местной музыкальной группы.
Прорыв в карьере пришёлся на 2010 год, когда она вышла в полуфинал казахстанской версии музыкального конкурса талантов X Factor. Продюсерский центр National Development Group предложил певице сотрудничество, в результате которого был запущен проект Luina. в 2016 году закончился их контракт и после она начала свой новый творческий путь.
С 2017 года певица начала работать с — Асланом Тлеубаевым и компанией Allstars.kz.
В 2018 году Луина выпускает песню «Hey Yo», вскоре песня обретает популярность, а клип набирает в YouTube более 14 миллионов просмотров. В том же году данная песня получает признание как «Лучшая Песня» по версии Евразийской Музыкальной Премии ЕМА.

## Творчество
Первый сингл Luina под названием «Луна» быстро и надолго занял лидирующие места в отечественных музыкальных хит-парадах. Следующий трек Luina «Один», записанный совместно с рэпером BigSom, произвел настоящий фурор в сети Интернет. Видеоклип на песню набрал свыше 2,5 млн просмотров на видеохостинге YouTube, а также получил широкую ротацию на музыкальных каналах. Композиция «Титаник», записанная с участием популярных российских рэперов ST и Карандаш, нашёл отклик не только у казахстанской аудитории, но и российской. Около 8 недель трек находился на вершинах музыкальных чартов каналов RuTV и A-One. Кроме того, песня ротируется на телеканалах MTV Russia Russian и Musix Box, а также на радиостанциях Europa Plus, Русское радио и LoveRadio. Летом 2013 года Luina выпустила сингл «Астана», посвящённый празднованию пятнадцатилетия казахстанской столицы. Для видео были использованы фото поклонников, присланные в поздравление главному городу Республики. Помимо собственных треков Luina записывает каверы на популярные композиции мировых исполнителей: Diamonds, Someone Like You, My Heart is Refusing Me.

## Личная жизнь
19 сентября 2019 Луина вышла замуж за Артема Обухова. В 2020 году у пары родился сын Давид.

## Признание и награды
В декабре 2012 года Luina была названа «Певицей года» и «Женщиной года» по версии глянцевого издания Cosmopolitan. В 2013 и 2014 году Luina была дважды признана «Певицей года» по версии евразийской музыкальной премии EMA. Летом 2014 года Luina удостоилась победы в номинации «Признание года» на церемонии Femme Style Awards-2014 в Бишкеке. Также певица неоднократно признавалась одной из самых популярных Интернет-персон казахстанского шоу-бизнеса. Сервис мониторинга казахстанского интернет-пространства Kaznet Magazine много раз называл Luina победительницей в категориях «Лучшие фотографии» и «Лучшие пользователи Instagram».
- «Женщина года 2012» по версии премии Fun Fearless Female[6];
- «Певица года 2013», по версии Евразийской музыкальной премии EMA;
- «Певица года 2014», по версии Евразийской музыкальной премии EMA;
- Обладатель премии «Золотой Курт 2014»[7]
- «Лучшая Исполнительница 2017» по версии Евразийской музыкальной премии EMA;
- Сингл «Hey Yo» — «Лучшая песня 2018» по версии Евразийской музыкальной премии ЕМА;
- «Самая красивая певица года» по версии «People Awards 2019»[8].

## Бизнес
22 января 2017 года в городе Алматы вместе с продюсером открыла первое кафе здорового и сбалансированного питания Vitamin Cafe. Также она запустила линию одежды Lui Boom by LUINA, в ней представлены вещи в стиле певицы.

## Синглы
- «Луна» (2011)
- «Неге жаным» (2011)
- «Один (feat. Big Som)» (2012)
- «Одна» (2012)
- «Без тебя» (2013)
- «Астана» (2013)
- «Калайша» (2013)
- «Аэропорт» (2013)
- «Нафиг это надо» (2013)
- «Не парюсь (feat. Morison)» (2014)
- «Кешір мені» (2015)
- «Дуэт (feat. Айкын)» (2015)
- «Ближе» (2016)
- «Кімсің?» (2016)
- «Hey Yo» (2018)
- «Растворись» (2018)
- «Адреналин» (2018)
- «Самолет» (2019)
- «ML (feat. Макпал Исабекова)» (2019)
- «Я не хотела» (2019)
- «Если захочешь (feat. Big Som)» (2020)
- «Грехи» (2020)
- «Неделимы» (2021)
- «Свела с ума» (2021)
- «E YOO (feat. Arsen)» (2022)
- «Нирвана» (2022)
- «Я Это Ты» (2022)
- «Qaragim-ai» (2023)
- «Невозможно дышать (feat. Алан Черкасов)» (2023)

## Видеоклипы
| Год  | Клип                                                               |
| ---- | ------------------------------------------------------------------ |
| 2011 | «Луна»                                                             |
| 2012 | «Один» feat. Big Som                                               |
| 2012 | «Титаник» feat. Карандаш, ST                                       |
| 2012 | «Одна»                                                             |
| 2013 | «Астана»                                                           |
| 2013 | «Без тебя»                                                         |
| 2015 | «Қалайша»                                                          |
| 2015 | «Дуэт» feat. Айкын                                                 |
| 2015 | «Скажи»                                                            |
| 2015 | «Кешір мені»                                                       |
| 2016 | «Ближе» feat. Big Som, HM                                          |
| 2016 | «Екі жүрек» feat. Bibo                                             |
| 2016 | Кімсің?                                                            |
| 2017 | «В интернете»                                                      |
| 2018 | «Вместе» feat. Н. Керменбаев, К. Баекенов Футбольный клуб «Астана» |
| 2018 | «Hey Yo!»                                                          |
| 2018 | «Адреналин»                                                        |
| 2019 | «Самолет»                                                          |